# Saavedra, Chile
Saavedra este un târg și comună din provincia Cautín, regiunea La Araucanía, Chile, cu o populație de 11.384 locuitori (2012) și o suprafață de 400,8 km2.